# Ochthera speculifera
Ochthera speculifera är en tvåvingeart som först beskrevs av Günther Enderlein 1922.  Ochthera speculifera ingår i släktet Ochthera och familjen vattenflugor. Inga underarter finns listade i Catalogue of Life.